# Scott Pilgrim vs. the World
Scott Pilgrim vs. the World är en amerikansk-brittisk-japansk-kanadensisk komedifilm från 2010 regisserad av Edgar Wright. Manuset är skrivet av Michael Bacall och Edgar Wright, och bygger på Bryan Lee O'Malleys seriealbum Scott Pilgrim från Oni Press. 
Filmen hade svensk premiär 29 oktober 2010 och världspremiär 27 juli 2010 i Kanada. Några månader senare släppte Ubisoft TV-spelet Scott Pilgrim vs. the World: The Game, som också baseras på Bryan Lee O'Malleys böcker, under augusti-oktober samma år.

## Handling
Filmen handlar om Scott Pilgrim (Michael Cera), en ung kanadensisk musiker som spelar i ett band som strävar mot ett genombrott. Han dejtar Knives Chau (Ellen Wong), en fem år yngre gymnasietjej, och har inte återhämtat sig från att bli dumpad av sin före detta flickvän, som nu blivit en succé med sitt eget band. När Scott faller för Ramona Flowers (Mary Elizabeth Winstead) har han problem att göra slut med Knives och försöker charma Ramona. Som om det inte var nog att jonglera två kvinnor har Ramona en del bagage; sju expojkvänner och Scott måste strida intill döden med var och en för att vinna Ramonas hjärta.

## Om filmen
Filmen har fått ett blandat mottagande, men räknas i vissa kretsar som en kultfilm. Den har vunnit pris för bästa regi, bästa klippning och Michael Cera har fått pris för bästa aktör i komedi- och musikalklassen. Filmen hade en uppskattad budget på cirka 60 miljoner dollar, men spelade fram till 4 oktober 2010 bara in 31,5 miljoner dollar i USA.

## Rollista (urval)
| Michael Cera            | – Scott Pilgrim           |
| Mary Elizabeth Winstead | – Ramona Victoria Flowers |
| Kieran Culkin           | – Wallace Wells           |
| Ellen Wong              | – Knives Chau             |
| Alison Pill             | – Kim Pine                |
| Mark Webber             | – Stephen Stills          |
| Johnny Simmons          | – Neil Nordegraf          |
| Anna Kendrick           | – Stacey Pilgrim          |
| Brie Larson             | – Natalie V. "Envy" Adams |
| Aubrey Plaza            | – Julie Powers.           |
| Satya Bhabha            | – Matthew Patel           |
| Chris Evans             | – Lucas Lee               |
| Brandon Routh           | – Todd Ingram             |
| Mae Whitman             | – Roxanne "Roxy" Richter  |
| Shota Saito             | – Kyle Katayanagi         |
| Keita Saito             | – Ken Katayanagi          |
| Jason Schwartzman       | – Gideon Gordon Graves    |